# V399 Большого Пса
V399 Большого Пса (лат. V399 Canis Majoris) — одиночная переменная звезда в созвездии Большого Пса на расстоянии приблизительно 4905 световых лет (около 1504 парсеков) от Солнца. Видимая звёздная величина звезды — от +12,2m до +11,7m.

## Характеристики
V399 Большого Пса — пульсирующая переменная звезда типа RR Лиры (RRC).